# Konstantinos Stefanopulos
Konstantinos Stefanopulos, řecky Κωνσταντίνος Στεφανόπουλος (15. srpna 1926 Patra – 20. listopadu 2016 Athény) byl řecký pravicový politik. V letech 1995–2005 byl prezidentem Řecka. Předtím zastával řadu vládních funkcí: ministra vnitra (1974–1976), ministra sociálních služeb (1976–1977), ministra úřadu vlády (1977–1981). Byl představitelem strany Nová demokracie, roku 1985 však založil novou stranu Demokratická obnova, která zanikla roku 1994. V prezidentských volbách roku 1995 ho nominovala pravicová strana Politické jaro a podporovala ho i sociální demokracie (PASOK), v nepřímé prezidentské volbě mu ke zvolení stačilo 181 hlasů poslanců z 300. Za pět let byl znovuzvolen jasnou většinou 269 hlasů.

## Vyznamenání
| Stát  | Stuha                       | Název                    | Datum udělení |
| ----- | --------------------------- | ------------------------ | ------------- |
| Řecko |                             | velkokříž Řádu Spasitele | 1995          |
| Řecko |                             | velmistr Řádu Spasitele  | 1995–2005     |
| Řecko | velmistr Řádu cti           |                          | 1995–2005     |
| Řecko | velmistr Řádu Fénixe        |                          | 1995–2005     |
| Řecko | velmistr Řádu dobročinnosti |                          | 1995–2005     |

| Stát        | Stuha | Název                                                         | Datum udělení      |
| ----------- | ----- | ------------------------------------------------------------- | ------------------ |
| Estonsko    |       | Řád kříže země Panny Marie I. třídy s řetězem                 | 1999, 4. května    |
| Filipíny    |       | velkokříž s řetězem Řádu Sikatuna                             | 1997               |
| Chorvatsko  |       | Velký řád krále Tomislava                                     | 1998, 3. prosince  |
| Island      |       | velkokříž Řádu islandského sokola                             | 2001, 18. září     |
| Itálie      |       | velkokříž s řetězem Řádu zásluh o Italskou republiku          | 2001, 23. ledna    |
| Kazachstán  |       | Řád irbisa I. třídy                                           | 2001, 16. července |
| Litva       |       | velkokříž Řádu litevského velkoknížete Gediminase             | 1999, 1. července  |
| Litva       |       | velkokříž Řádu Vitolda Velikého                               | 1997, 21. února    |
| Lotyšsko    |       | velkokříž Řádu tří hvězd                                      |                    |
| Lucembursko |       | rytíř Nassavského domácího řádu zlatého lva                   |                    |
| Maďarsko    |       | velkokříž s řetězem Záslužného řádu Maďarské republiky        | 2003               |
| Malta       |       | Národní řád za zásluhy                                        | 2002, 5. září      |
| Norsko      |       | velkokříž Řádu svatého Olafa                                  | 2004, 7. června    |
| Polsko      |       | Řád bílé orlice                                               | 1996               |
| Portugalsko |       | velkokříž s řetězem Řádu prince Jindřicha                     | 2000, 21. února    |
| Rakousko    |       | velkohvězda Čestného odznaku Za zásluhy o Rakouskou republiku | 1999               |
| Rumunsko    |       | velkokříž s řetězem Řádu rumunské hvězdy                      | 1999               |
| Slovensko   |       | Řád bílého dvojkříže I. třídy                                 | 2000               |
| Slovinsko   |       | Zlatý řád svobody                                             | 1999               |
| Španělsko   |       | velkokříž s řetězem Řádu Karla III.                           | 1998, 22. května   |
| Švédsko     |       | rytíř Řádu Serafínů                                           | 1999, 24. dubna    |
| Vatikán     |       | velkokříž s řetězem Řádu Pia IX.                              | 2002               |